# جائزة الصين الكبرى
جائزة الصين الكبرى (الصينية المبسطة: 中国 大奖赛؛ بينيين: تشونغهوا Dàjiǎngsài) هو سباق للسيارات يقام سنويا في الصين ويعتبر أحد جولات بطولة العالم للفورمولا واحد. ويقام حاليا وعلى حلبة شنغهاي الدولية، شنغهاي.

## تاريخ
تعود بدايات سباق الجائزة الكبرى الصيني إلى أوائل التسعينات. حيث خططت الحكومة الصينية لإستضافة سباقات الفورمولا واحد على حلبة مدينة تشوهاى في مقاطعة قوانغدونغ، جنوب الصين. وقد تم تصميم وإنجاز حلبة تشوهاي الدولية وأضيفت إلى روزنامة سباقات الفورمولا واحد لموسم 1999، ولكن الحلبة فشلت في تحقيق بعض معايير الاتحاد الدولي للسيارات. ومع ذلك، فإن الحكومة الصينية لم تستسلم، وفي نهاية المطاف، مع المساعدة من منظمي سباق الجائزة الكبرى في ماكاو، عقد أول سباق الفورمولا واحد في الصين في 2004.
في عام 2002 أعلن أن إدارة حلبة شنغهاي الدولية قد وقعت عقدا لمدة 7 سنوات مع إدارة الفورمولا واحد لاستضافة سباق الجائزة الكبرى الصينية بدءا من موسم 2004 حتى موسم 2011. وأقيم السباق لأول مرة في في 26 سبتمبر 2004، وفاز بها سائق فريق فيراري البرازيلي روبنز باركيلو. وفي السنة التالية استضافت الجولة الأخيرة من بطولة الفورمولا واحد وتوج الأسباني فرناندو ألونسو بطلا للعالم. في فبراير 2011 تم التوصل لاتفاق جديد بين إدارة الفورمولا واحد ومنظمي الجولة الصينية من بطولة العالم. لاستضافة سباق الفورمولا واحد إلى 2017.

## قائمة الفائزين

### المتسابقون
| الموسم | الفائز         | الفريق          | الحلبة  |
| ------ | -------------- | --------------- | ------- |
| 2004   | روبنز باركيلو  | فيراري          | شانغهاي |
| 2005   | فرناندو ألونسو | رينو            | شانغهاي |
| 2006   | مايكل شوماخر   | فيراري          | شانغهاي |
| 2007   | كيمي رايكونن   | فيراري          | شانغهاي |
| 2008   | لويس هاملتون   | ماكلارين-مرسيدس | شانغهاي |
| 2009   | سبستيان فيتيل  | ريد بول-رينو    | شانغهاي |
| 2010   | جنسن باتون     | ماكلارين-مرسيدس | شانغهاي |
| 2011   | لويس هاملتون   | ماكلارين-مرسيدس | شانغهاي |
| 2012   | نيكو روسبيرغ   | مرسيدس          | شانغهاي |
| 2013   | فرناندو ألونسو | فيراري          | شانغهاي |
| 2014   | لويس هاملتون   | مرسيدس          | شانغهاي |
| 2015   | لويس هاملتون   | مرسيدس          | شانغهاي |
| 2016   | نيكو روسبيرغ   | مرسيدس          | شانغهاي |
| 2017   | لويس هاملتون   | مرسيدس          | شانغهاي |

### الفرق حسب عدد مرات الفوز
| عدد مرات الفوز                                               | الفريق   | السنوات                          |
| ------------------------------------------------------------ | -------- | -------------------------------- |
| 5 مرات                                                       | مرسيدس   | 2012 · 2014 · 2015 · 2016 · 2017 |
| 4 مرات                                                       | فيراري   | 2004 · 2006 · 2007 · 2013        |
| 3 مرات                                                       | ماكلارين | 2008 · 2010 · 2011               |
| مرة واحدة                                                    | رينو     | 2005                             |
| مرة واحدة                                                    | ريد بول  | 2009                             |
| آخر مراجعة بعد بطولة العالم لسباقات الفورمولا واحد موسم 2017 |          |                                  |